# Giva Sverige
Giva Sverige (tidigare Frivilligorganisationernas Insamlingsråd - FRII, eng. Swedish Fundraising Council), med närmare 190 medlemsorganisationer är ett gemensamt branschorgan för de svenska insamlingsorganisationerna.
Exempel på organisationer som ingår i Giva Sverige är Cancerfonden, Hjärt-Lungfonden, Rädda Barnen, Röda Korset, Greenpeace, World Animal Protection Sverige, Amnesty International, Sjöräddningssällskapet, Läkarmissionen och Frälsningsarmén.
Giva Sverige är en branschförening som arbetar för tryggt givande. Deras närmare 190 medlemmar representerar en bredd av ideella organisationer med olika ändamål, av olika storlek och på olika platser i landet. Gemensamt är viljan att bidra till en bättre värld och tillsammans samlade de in 13,1 miljarder kronor (2022) i gåvor, bidrag och genom samarbeten från allmänheten, företag och organisationer. 
Giva Sverige arbetar med kvalitetssäkring, utbildning och kompetensutveckling samt intressepolitik med fokus på etisk, transparent och professionell styrning av ideella organisationer. Organisationen skapar mötesplatser och bidrar med kunskap, men ställer också krav på sina medlemmar att följa riktlinjer. Giva Sveriges ordinarie medlemmar som uppfyllt Kvalitetskoden får använda märkningen ”Tryggt givande”. 
Generalsekreterare sedan 2017 är Charlotte Rydh.